# 莎伦·赫德里克
莎伦·赫德里克（英語：Sharon Hedrick，1956年4月26日—），美国女子篮球、游泳、田径运动员。她曾代表美国参加1976年、1980年、1988年和1992年夏季残疾人奥林匹克运动会，获得五枚金牌、四枚银牌和一枚铜牌。